# Friedrich von Laer
Friedrich Wilhelm Karl von Laer (* 19. Dezember 1868 in Münster i. W.; † 12. Januar 1951 auf Haus Dorsel bei Warendorf) war ein deutscher Verwaltungsbeamter und Landrat in Preußen.

## Leben und Wirken
Von Laer entstammt einer westfälischen Adelsfamilie. 1888 legt er sein Abitur in Münster ab und studiert danach Jura. 1891 tritt er in den preußischen Staatsdienst ein. Vom 20. Januar 1898 bis zum 12. Juni 1899 war von Laer, eigentlich noch als Regierungsassessor bei der Regierung in Münster, vertretungsweise Landrat im Kreis Rawitsch im preußischen Regierungsbezirk Posen, Provinz Posen. Im Oktober 1903 wurde von Laer, mittlerweile tätig bei der Regierung in Königsberg i. Pr., zunächst vertretungsweise, ab Oktober 1904 kommissarisch und ab 23. August 1905 Landrat im preußischen Kreis Paderborn (Provinz Westfalen, Regierungsbezirk Minden). Er folgte dem Landrat Walther Jentzsch. Dieses Amt führte von Laer bis 1934. Am 29. März 1934 wurde von Laer durch den Gauinspekteur der NSDAP Friedrich Homann als Landrat abgelöst. Von Laer wurde am 1. April 1934 mit Erreichen der allgemeinen Altersgrenze in den Ruhestand versetzt.
Er war verheiratet mit Luise, geb. Wiesmann aus Osnabrück. Die Tochter Irmgard (1901–) heiratete 1927 den Offizier, zuletzt Generalmajor, Curt Souchay (1893–1978).